# 巴特勒縣 (肯塔基州)
巴特勒縣（英語：Butler County）是美國肯塔基州中西部的一個縣。面積1,118平方公里。根據美國2000年人口普查估計，共有人口13,010人。縣治摩根鎮。
成立於1810年5月1日。縣名紀念在美國獨立戰爭中戰死的理查·巴特勒 (Richard Butler)。本縣為一禁酒的縣。